# 葉隱
《葉隱》是日本武士道的經典，亦作《葉隱聞書》，因其成書的方式而又被稱作《葉隱論語》。葉隱指的是「在君主看不到的地方也要盡忠」。此書由江戶時代佐賀藩的山本常朝、田代陣基根據其自身經歷以及當時聽人聞說所編纂，於1716年完成。成書的原因是山本常朝對當時武士道精神的萎靡不振有所不滿，進而透過故事與例子闡述武士的精神與其當時現象的反差。

## 內容
《葉隱》主要內容講述武士忠君事蹟，核心即是提倡武士要为忠义之举而毫不猶豫的奉獻生命，絕不偷生。

## 維基参看
- 切腹
- 忍者
- 武士
- 新選組
- 元祿赤穗事件